# Armand Carrel
Armand Carrel (ur. 8 maja 1800 w Rouen, zm. 25 lipca 1836 w Saint-Mandé) – francuski dziennikarz i polityk epoki monarchii lipcowej. 

## Młodość i wczesna działalność
Carrel urodził się w rodzinie kupca, ukończył szkołę średnią w Rouen, następnie był słuchaczem szkoły wojskowej w Saint-Cyr, którą ukończył w stopniu podporucznika. W czasie krótkiej służby wojskowej był już zdeklarowanym przeciwnikiem monarchii, uczestnicząc w nieudanej konspiracji z Belfortu, mającej na celu obalenie Restauracji Burbonów. Opuścił armię na własne życzenie w 1823, w momencie wybuchu wojny z Hiszpanią. Carrel wstąpił wówczas do legionu cudzoziemców broniących hiszpańskich Kortezów. Został wzięty do niewoli pod 
Figueres, postawiony przed sądem wojskowym i skazany na śmierć. Zdołał jednak uzyskać odwołanie od wyroku i zostać w 1824 uniewinnionym. 

## Dziennikarz

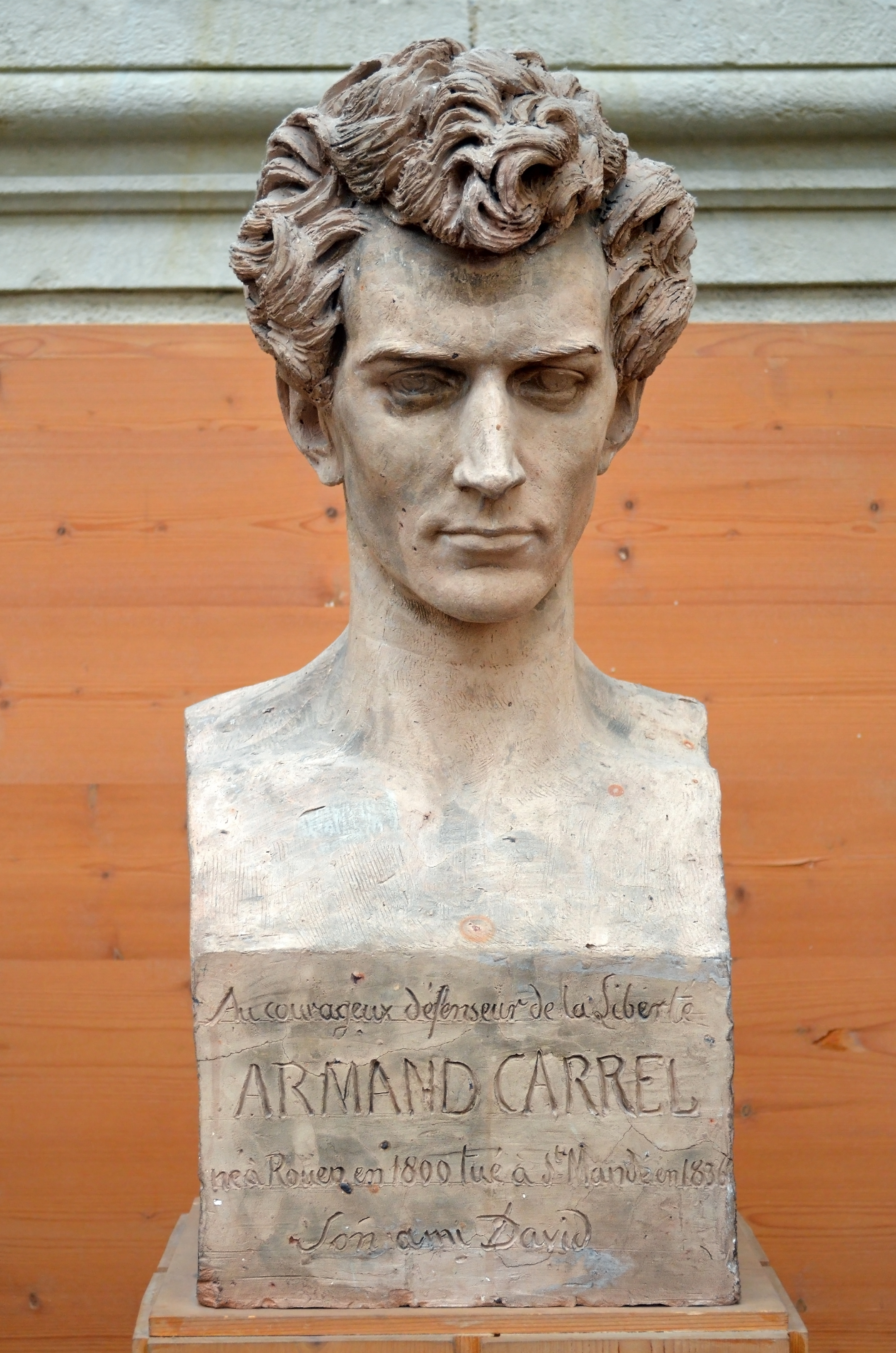
Armand Carrel, David d’Angers (1838).

Carrel wrócił do Paryża, gdzie został sekretarzem znanego historyka Augustina Thierry'ego, z którym uczył się podstaw warsztatu historyka i dziennikarza. Zaczął publikować w Constitutionnelu, Le Globe, le Producteur, la Revue française, jak również napisał Historię rewolucji i kontrrewolucji w Anglii. 
W 1830 razem z Adolphe Thiersem i Mignetem założył najbardziej radykalny ówcześnie francuski dziennik, National. Stał się słynny dzięki konsekwentnej krytyce poczynań Karola X i jego ultrakonserwatywnej polityki. Carrel wziął również aktywny udział w rewolucji lipcowej, w czasie której jego gazeta należała do głównych opiniotwórczych czasopism. Po uzyskaniu przez Thiersa i Migneta stanowisk rządowych Carrel samodzielnie redagował gazetę, która nie traciła popularności i stała się głównym organem prasowym kół liberalnych. 
Carrel, po krótkim okresie entuzjazmu wobec monarchii lipcowej, szybko uznał ją za zbyt konserwatywną. Krytykował rząd Periera, a następnie także Thiersa (nie bez znaczenia pozostał fakt, że ten ostatni nie zaoferował Carrelowi oczekiwanego wysokiego stanowiska w administracji państwowej). Po powstaniu w Paryżu w 1832 Carrel przeszedł definitywnie na stronę republikanów, otwarcie sympatyzując z uczestnikami walk i potępiając rządowe represje. Atakował nadmierne wpływy księży katolickich, porzucenie liberalizmu obyczajowego i rosnące dążenia Ludwika Filipa do jedynowładztwa. Za wzorzec uważał ustrój Stanów Zjednoczonych, choć sprzeciwiał się niewolnictwu i kierowaniu się wyłącznie zasadą materializmu. Nie zaprzestał tych działań nawet po zaostrzeniu prawa prasowego w 1834. Rezultatem były dwa procesy, w tym jeden przed Izbą Parów, dwa pojedynki z konkurencyjnymi redaktorami oraz krótki pobyt w więzieniu św. Pelagii.

## Śmierć
Carrel zginął w pojedynku z redaktorem konkurencyjnego dziennika la Presse, Emilem Girardinem. Był on konsekwencją ich długiej polemiki politycznej i finansowej, rozpoczętej przez oskarżenie Carrela, jakoby Girardin miał drogą nieuczciwej konkurencji powiększać liczbę abonentów gazety. Zirytowany ciągłymi atakami personalnymi Girardin zagroził publikacją szczegółów z życia prywatnego Carrela (pozostającego w związku z zamężną kobietą), który odpowiedział wyzwaniem na pojedynek i nie ustąpił, gdy jego przyszły adwersarz chciał zakończyć sprawę przez przeprosiny. W czasie walki na pistolety Carrel ranił Girardina w kolano, sam otrzymał kulę w pachwinę. Odwieziony do domu przyjaciela, w kilka dni później zmarł. Jego pogrzeb zamienił się w opozycyjną manifestację polityczną. 